# Aéroport international de Lianyungang-Huaguoshan
L'aéroport international de Lianyungang-Huaguoshan (chinois simplifié : 连云港花果山机场 ; chinois traditionnel : 連雲港花果山機場 ; pinyin : Liányúngǎng huā guǒ shān jīchǎng) est un aéroport en construction, il desservira la ville portuaire de Lianyungang dans le Jiangsu, en Chine. Une fois achevé, il deviendra le principal aéroport de Lianyungang. L'aéroport de Lianyungang-Baitabu est actuellement à double usage civil et militaire, il deviendra une base aérienne militaire dédiée. 
L'aéroport de Lianyungang-Huaguoshan sera situé dans le canton de Xiaoyi, du comté de Guanyun, à environ 21 kilomètres du centre-ville. Il est nommé d'après le mont Huaguo (Huaguoshan 花果山), une attraction touristique majeure de Lianyungang.
L'aéroport aura une piste de 2 800 mètres de long et de 45 mètres de large (classe 4D). Il devrait accueillir 2,5 millions de passagers et 20 000 tonnes de fret une fois opérationnel

## Voir également
- Liste des aéroports en Chine
- Liste des aéroports les plus fréquentés de Chine